# Death Unlimited
Death Unlimited es el tercer álbum de estudio de la banda finlandesa de death metal melódico, Norther. Fue lanzado el 3 de marzo de 2004 por Spinefarm Records. La versión japonesa de Death Unlimited y Spreading Death (sencillo en CD) contienen la versión "Tornado of Souls" de Megadeth. La canción "Death Unlimited" aparece en el CD Spreading Death.

## Lista de canciones
1. "Nightfall" − 0:45
2. "Deep Inside" − 3:25
3. "Death Unlimited" − 4:38
4. "Chasm" − 4:16
5. "Vain" − 4:34
6. "A Fallen Star" − 5:30
7. "The Cure" − 4:43
8. "Day of Redemption" − 6:35
9. "Beneath" − 2:24
10. "Hollow" − 3:51
11. "Nothing" − 5:57
12. "Going Nowhere" − 4:22
13. "Tornado of Souls" − 5:19 (Versión Megadeth, pista adicional versión en japonés)

## Créditos
- Petri Lindroos - Guitarra, Voz
- Kristian Ranta - Guitarra, Voz
- Heikki Saari - Batería
- Jukka Koskinen - Bajo
- Tuomas Planman - Teclados, Sintetizador

- Datos: Q2573486